# Ptychopyxis arborea
Ptychopyxis arborea là một loài thực vật có hoa trong họ Đại kích. Loài này được (Merr.) Airy Shaw miêu tả khoa học đầu tiên năm 1960.